# Faces of Fear
Faces of Fear var et tagteam bestående af Sione Vailahi og Uliuli Fifita. Vailahi wrestlede under ringnavnet Barbarian, mens Fifita wrestlede som Haku i World Wrestling Federation (WWF) og som Meng i World Championship Wrestling (WCW). De optrådte sammen flere gange i WWF som en del af Heenan-familien (en gruppe heel-wrestlere). Det var dog først i WCW, at Meng og Barbarian begyndte at wrestle sammen fast som et tagteam, og de var en del af Dungeon of Doom ført an af The Taskmaster. Faces of Fear wrestlede ofte ved WCW's pay-per-view-shows, men var aldrig i stand til at vinde WCW World Tag Team Championship, og til sidst gik de fra hinanden.
| Wrestler | Spire Denne biografi om en wrestler er en spire som bør udbygges. Du er velkommen til at hjælpe Wikipedia ved at udvide den. |